# 니콜 (칠레의 가수)
니콜(Nicole, 1977년 1월 19일 ~ )은 칠레의 가수이다.